# I Wanna Go
Singles de Britney Spears
Till the World Ends
(2011) Criminal
(2011)
I Wanna Go est une chanson de la chanteuse pop, étasunienne Britney Spears. C'est le troisième single extrait de l'album Femme Fatale. Le titre est produit par Max Martin et Shellback, ces derniers ayant notamment travaillé ensemble avec la chanteuse sur le titre 3.

## Réception

### Critiques
À la sortie de Femme Fatale, septième opus de Britney Spears, I Wanna Go a directement été un des titres les plus plébiscités par le public, faisant son apparition dans le classement iTunes de plusieurs pays. Notamment, la chanson s'est classé numéro un en Corée du Sud pendant trois semaines consécutives. Sa sortie en tant que single était donc attendue bien que certaines rumeurs désignaient le titre Big Fat Bass en collaboration avec Will.i.am comme troisième extrait. Enfin, c'est le 10 mai 2011 que la confirmation de la sortie du titre comme single est confirmée sur le site officiel de la chanteuse.

### Accueil commercial
I Wanna Go enregistre de bonnes performances dans les charts mondiaux, se classant dans le top 10 de plusieurs pays dont les États-Unis, le Canada, la France où il atteint la 5e place des ventes en restant au total 9 semaines dans le top 10 et la Belgique où le titre se classe sixième. À noter que grâce à ce single, Britney Spears, pour la première fois de sa carrière classe trois extraits d'un même album dans le top 10 du Billboard Hot 100. De plus, I Wanna Go est devenu le  plus grand succès radio de la chanteuse aux États-Unis, détrônant Till the World Ends, le second single de Femme Fatale. Il a franchi les 100 millions de diffusions, une première pour Britney Spears. En septembre 2011, un sondage réalisé par le site du magazine Rolling Stone élit I Wanna Go tube de l'été 2011.

## Clip vidéo
Le clip de I Wanna Go, dévoilé le 22 juin 2011, a été réalisé par Chris Marrs Piliero, qui a notamment travaillé sur la vidéo du titre Blow de la chanteuse Ke$ha. Le clip tourne autour d'un thème fréquemment évoqué dans les vidéos de Britney Spears (Everytime, Piece of Me, Kill the Lights), les paparazzis et la presse harcelant sans répit la chanteuse et lançant régulièrement des rumeurs à son sujet. 
La vidéo débute lors d'une conférence de presse où Britney Spears est vêtue d'un t-shirt Mickey Mouse (en hommage à sa carrière au sein du Mickey Mouse Club). Il lui est posé des questions stupides telles que: « Est-il vrai que vous avez banni la malbouffe, les sourires, les bonbons, le soleil et le rire pour votre Femme Fatale Tour? ». Agacée, la chanteuse lance aux journalistes: « f*ck you, f*ck you, f*ck you, t'es cool, f*ck you - j'ai terminé », faisant référence à une scène du film Half Baked (1998). Elle sort dans la rue, vêtu d'un perfecto en cuir blanc et d'une jupe noire à froufrous jumelés à des bottes cloutées. Elle signe un autographe sur une copie de son album Femme Fatale pour un fan, puis s'exhibe devant plusieurs hommes, dont un policier (interprété par Adrien Galo danseur durant l'ère de Femme Fatale). Il la fouille de haut en bas, alors qu'elle est penchée sur une voiture. Spears s'éloigne du policer, faisant tournoyer des menottes autour de son doigt, alors qu'il reboutonne sa chemise.
Elle continue de marcher dans la rue, où elle fracasse l'appareil photo d'un paparazzi qui prend des photos d'elle. D'autres paparazzis font leur apparition et elle s'enfuit, sautant sur un taxi. La chanteuse est alors sur le toit de celui-ci, maniant son micro comme une arme contre les paparazzis. En face, un cinéma met à l'affiche Crossroads 2:. Cross Harder, faisant référence à ses débuts au cinéma avec le film Crossroads (2002). Après que tous les paparazzis, aient été mis au tapis, ils se révèlent être en réalité des cyborgs et commencent à revenir avec leurs yeux de braise rouge et leurs visages éclatant avec des fils électriques, semblable à une scène de Terminator 2 : Le Jugement dernier (1991). Une voiture s'arrête alors soudainement et Guillermo Diaz dit à la chanteuse de monter avec lui. Dans la scène suivante, Britney Spears danse sur le siège passager vêtue d'un haut de bikini rose, alors que Guillermo conduit et se verse une brique de lait sur le visage. Sa poitrine commence à faire des étincelles, Britney tire sa veste ouverte et découvre qu'il est lui aussi un cyborg. La vidéo revient ensuite à la conférence de presse signalant que Britney Spears était en pleine rêverie. Guillermo intervient et conduit la chanteuse hors de la salle. Il se tourne vers la caméra avec ses yeux s'illuminant de rouge, et son rire se fait entendre, une référence directe à Thriller de Michael Jackson (1983).
Cinq jours après sa mise en ligne sur YouTube, le vidéoclip totalise plus de 14 millions de vues sur la chaîne Vevo officielle de la chanteuse. À noter que la vidéo est un succès sur la toile avec plus de 200 millions de vues sur YouTube.

## Formats
- Téléchargement numérique

1. I Wanna Go – 3:30

- Téléchargement numérique au Royaume-Uni

1. I Wanna Go (Gareth Emery Remix) – 5:25
2. I Wanna Go (Vada Remix) – 7:39
3. I Wanna Go (Moguai Remix) – 7:11
4. I Wanna Go (Pete Phantom Remix)

- CD Single France

1. I Wanna Go Main Version - 3:30
2. DJ Frank E & Alex Dreamz Radio Remix - 3:18

- CD Single en Allemagne

1. I Wanna Go – 3:30
2. I Wanna Go (Gareth Emery Remix)

- Téléchargement numérique – Remixes

1. I Wanna Go – 3:30
2. I Wanna Go (Captain Cuts Club Mix) – 4:43
3. I Wanna Go (Alex Dreamz Radio Edit) – 4:07
4. I Wanna Go (OLIVER Extended Remix) – 4:57
5. I Wanna Go (Deluka BS Radio Remix) – 3:15
6. I Wanna Go (Wallpaper Extended Remix) – 4:03
7. I Wanna Go (Smash Mode Radio Remix) – 3:49
8. I Wanna Go (Disco Fries Radio Remix) – 3:34
9. I Wanna Go (Jump Smokers Radio Remix) – 4:51
10. I Wanna Go (Desi Hits! Remix) – 4:36

## Crédits et personnels
| - Chant: Britney Spears - Écriture: Max Martin, Savan Kotecha, Shellback | - Production: Max Martin, Shellback |

Crédits extraits du livret de l'album Femme Fatale, Jive Records.

## Classements
| Classement (2011)                       | Meilleure position |
| --------------------------------------- | ------------------ |
| Allemagne (Media Control AG)            | 32                 |
| Australie (ARIA)                        | 43                 |
| Autriche (Ö3 Austria Top 40)            | 43                 |
| Belgique (Flandre Ultratop 50 Singles)  | 15                 |
| Belgique (Wallonie Ultratop 50 Singles) | 5                  |
| Brésil (Hot 100)                        | 31                 |
| Brésil (Hot Pop Songs)                  | 1                  |
| Canada (Hot 100)                        | 20                 |
| Corée du Sud (Gaon)                     | 1                  |
| Danemark (Tracklisten)                  | 20                 |
| Espagne (PROMUSICAE)                    | 42                 |
| États-Unis (Hot 100)                    | 7                  |
| États-Unis (Pop Airplay)                | 1                  |
| États-Unis (Dance Club Songs)           | 1                  |
| Finlande (Suomen virallinen lista)      | 5                  |
| France (SNEP)                           | 5                  |
| Hongrie (Rádiós Top 40)                 | 13                 |
| Hongrie (Single Top 40)                 | 3                  |
| Irlande (IRMA)                          | 41                 |
| Nouvelle-Zélande (RMNZ)                 | 5                  |
| Norvège (VG-lista)                      | 18                 |
| Pologne (ZPAV)                          | 5                  |
| Tchéquie (IFPI Rádio)                   | 19                 |
| Royaume-Uni (UK Singles Chart)          | 138                |
| Slovaquie (IFPI Rádio)                  | 1                  |
| Suède (Sverigetopplistan)               | 30                 |
| Suisse (Schweizer Hitparade)            | 27                 |

| Classement (2011)                 | Position |
| --------------------------------- | -------- |
| Canada (Hot 100)                  | 33       |
| Belgique (Flandre)                | 62       |
| Hongrie                           | 99       |
| États-Unis (Hot 100)              | 46       |
| États-Unis (Hot Dance Club Songs) | 39       |
| États-Unis (Pop Songs)            | 13       |
| États-Unis (Radio Songs)          | 37       |

## Historique de sortie
| Pays        | Date             | Format                 | Label                    |
| ----------- | ---------------- | ---------------------- | ------------------------ |
| Europe      | 13 juin 2011     | Téléchargement digital | Jive Records             |
| États-Unis  | 14 juin 2011     | Diffusion radio        | Jive Records             |
| Danemark    | 21 juin 2011     | Téléchargement digital | Jive Records             |
| France      | 21 juin 2011     | Téléchargement digital | Jive Records             |
| Italie      | 21 juin 2011     | Téléchargement digital | Jive Records             |
| Pays-Bas    | 21 juin 2011     | Téléchargement digital | Jive Records             |
| Espagne     | 21 juin 2011     | Téléchargement digital | Jive Records             |
| Brésil,     | 27 juin 2011     | Téléchargement digital | Sony BMG                 |
| Brésil,     | 11 juillet 2011  | Desi Hits! Remix       | Sony BMG                 |
| États-Unis  | 15 juillet 2011  | Remixes                | Jive Records             |
| Allemagne   | 22 juillet 2011  | CD single              | Sony Music Entertainment |
| Royaume-Uni | 29 juillet 2011  | Digital EP             | Jive Records             |
| Brésil      | 29 août 2011     | Digital EP             | Sony BMG                 |
| France      | 5 septembre 2011 | CD single              | Sony Music Entertainment |